# Secugnago
Secugnago is een gemeente in de Italiaanse provincie Lodi (regio Lombardije) en telt 1801 inwoners (31-12-2004). De oppervlakte bedraagt 6,7 km², de bevolkingsdichtheid is 290 inwoners per km².

## Demografie
Secugnago telt ongeveer 739 huishoudens. Het aantal inwoners steeg in de periode 1991-2001 met 9,1% volgens cijfers uit de tienjaarlijkse volkstellingen van ISTAT.
| Jaar | Inwoneraantal |
| ---- | ------------- |
| 1991 | 1597          |
| 2001 | 1742          |

## Geografie
Secugnago grenst aan de volgende gemeenten: Turano Lodigiano, Mairago, Brembio, Casalpusterlengo.